# Psychopathic Records
Psychopathic Records é uma gravadora estadunidense localizada em Farmington Hills, Michigan, especializada na música hip hop. Ela foi fundada em 1991 por Alex Abbiss e pelo grupo Insane Clown Posse. Seu lucro é aproximadamente de 10 milhões de dólares por ano.

## Artistas

### Atuais
- Insane Clown Posse
- Twiztid
- Blaze Ya Dead Homie
- Anybody Killa
- Boondox
- Dark Lotus

### Anteriores
- Esham
- Jumpsteady
- Marz
- MC Breed
- Myzery
- Project Born
- Zug Izland
- Soopa Villainz
- V-Sinizter
- Lord Infamous- falecido